# West Bromwich Albion Football Club
El West Bromwich Albion Football Club és un club de futbol anglès, de la ciutat de West Bromwich a West Midlands.

## Història
El West Bromwich Albion fou format per un grup de treballadors del George Salter Spring Works l'any 1878. Originàriament s'anomenà West Bromwich Strollers, canviant al seu nom actual un any després de la seva fundació, el 20 de setembre de 1879. En el seu primer partit vencé el Black Lake Victoria per 1 a 0. El primer trofeu fou el 1883 amb la Staffordshire Cup. El 3 de setembre de 1900 es traslladà a Hawthorns, el seu actual estadi, i el 1920 aconseguí el seu primer títol de lliga anglesa.

## Colors
El WBA juga amb samarreta blava i blanca a franges verticals i pantaló blanc.

## Palmarès
- 1 Lliga anglesa: 1919-20
- 5 Copa anglesa: 1887-88, 1891-92, 1930-31, 1953-54, 1967-68
- 1 Copa de la Lliga anglesa: 1965-66
- 3 Lliga anglesa de Segona Divisió: 1901-02, 1910-11, 2007-08
- 2 Community Shield: 1920, 1954